# 凱斯內斯、薩瑟蘭和伊斯特羅斯 (英國國會選區)
凱斯內斯、薩瑟蘭和伊斯特羅（英語：Caithness, Sutherland and Easter Ross），英國國會一郡選區，位於蘇格蘭高地議會區北部。選區設於1997年。
自創設以來該區議席一直為自民黨籍人士佔有。2010年大選中約翰·瑟索以41.4%選票第二度連任。2015年2017年短暫由蘇格蘭民族黨籍的保羅·摩納漢所有，之後自民黨重獲議席。